# Clément-Bayard
Clément-Bayard – francuskie przedsiębiorstwo produkujące samochody.
Adolphe Gustave Clément zanim założył własne przedsiębiorstwo działał na rynku motoryzacyjnym Francji od końca XIX wieku. Współpracował z Alexandrem Darracq (późniejszego kierownika firmy Darracq) przy konstruowaniu modelu "Gladiator". Od 1903 roku montował własne konstrukcje, wzorowane na autach Panhard-Levassor oraz De Dion-Bouton. Później zaangażował się w przedsięwzięcie z angielskimi wspólnikami z firmy Talbot. Na rynku na krótko pojawiły się modele pod nazwą "Clément-Talbot". Zakłady francuskie przejął w 1923 roku Citroën. Cechą charakterystyczną aut marki Clement-Bayard była spłaszczona pokrywa silnika tak, jak w modelach Renault.

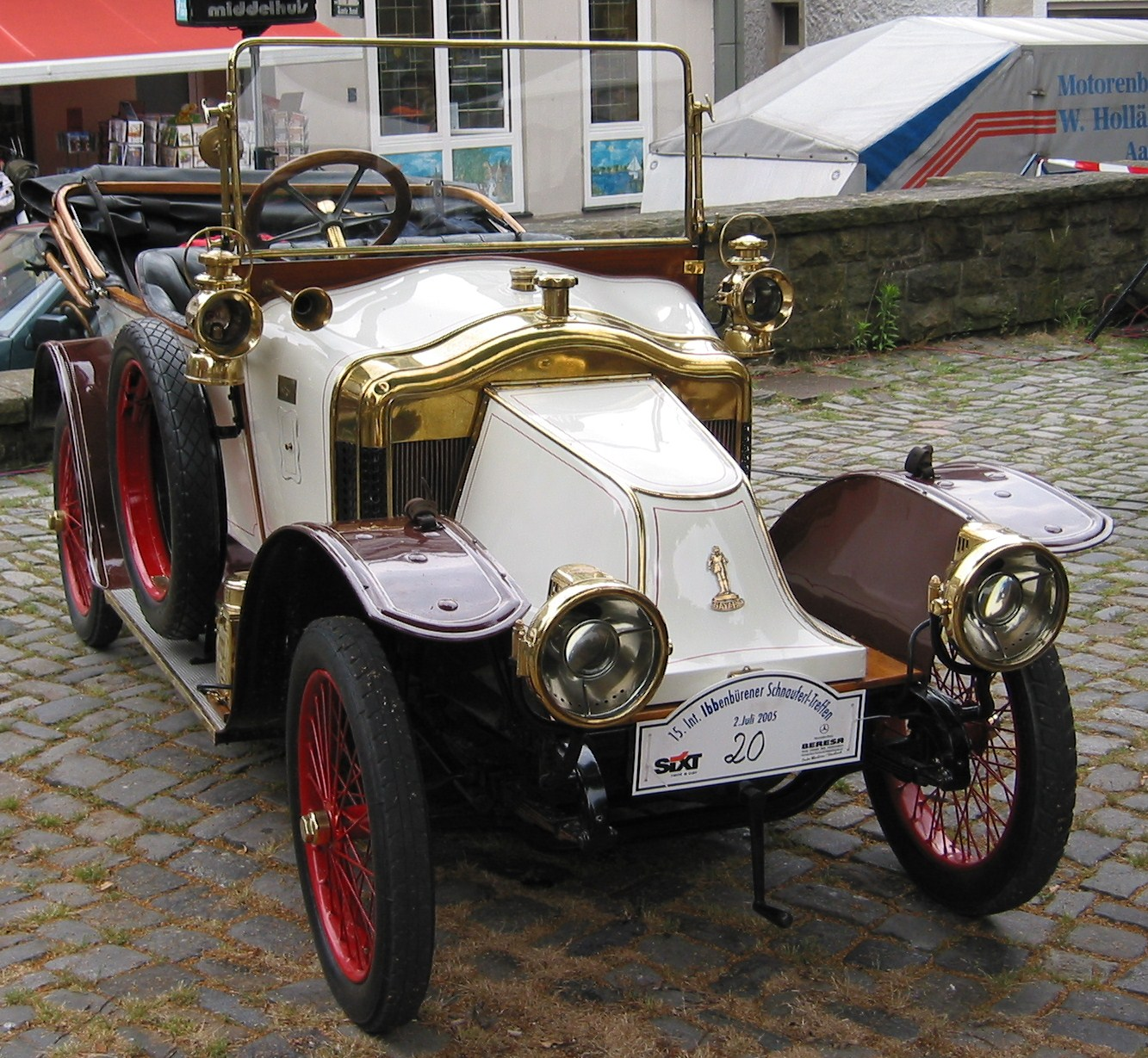
Clément-Bayard (model 1910)
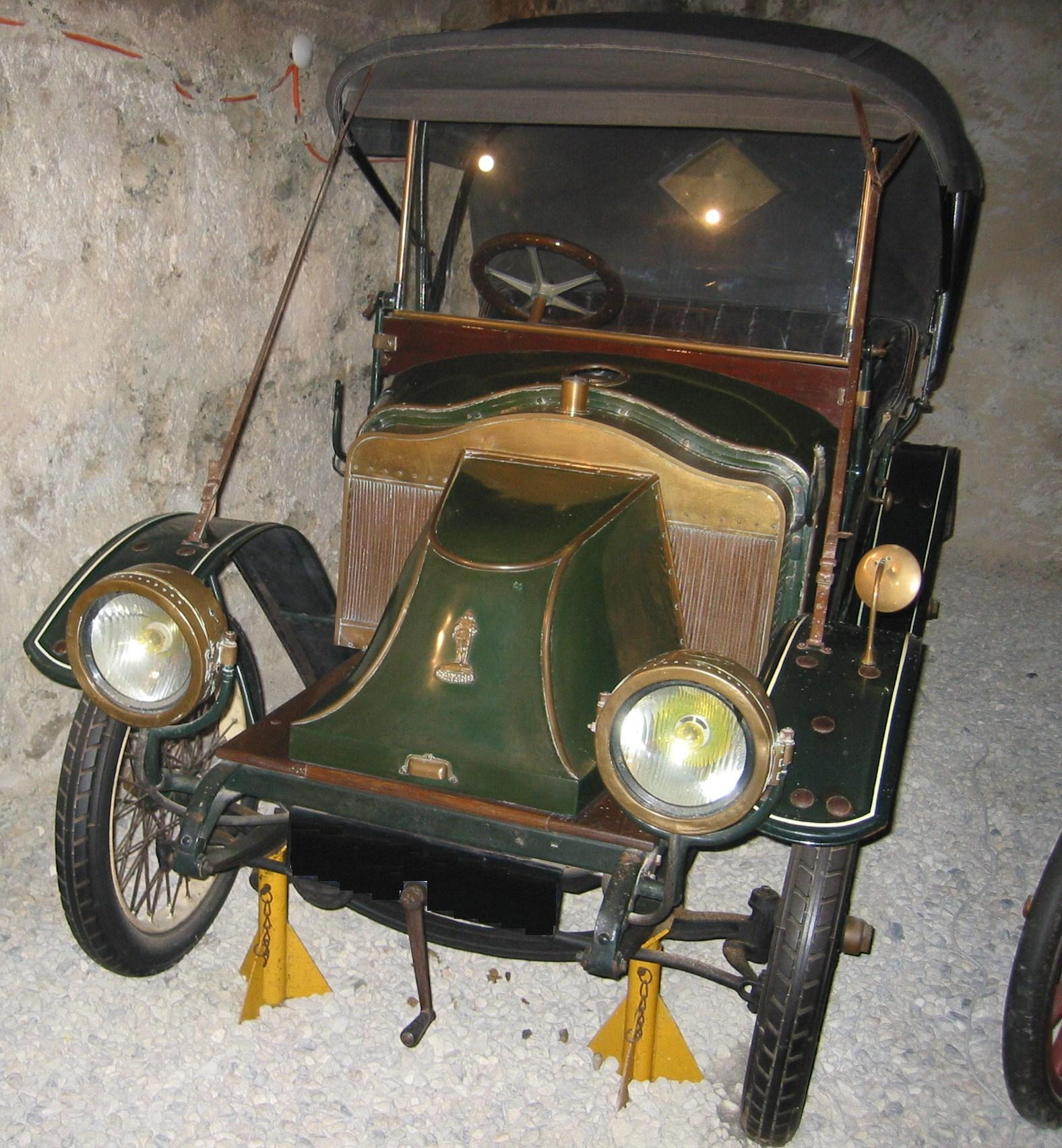
Clément-Bayard (model 1909)